# Carl August Tenggren
Carl August Tenggren, född 13 juni 1826 i Östra Ryds församling, Linköpings län, död 21 oktober 1885 i Linköpings församling, Östergötlands län, var en svensk pianotillverkare som var verksam mellan 1856 och 1885 i Linköping. Han startade fabriken på Djurgårdsgatan 1. 1864 anställde Tenggren gesällen Johan Otto Baumgardt. Sommaren 1871 startade brodern Adolf Tenggren och Baumgardt en ny pianofabrik som kallades Baumgardt & Co, på Nygatan 48 i Linköping.

## Biografi
Tenggren föddes 13 juni 1826 i Östra Ryd. Han var son till trädgårdsmästaren Carl Vilhelm Tenggren och Anna Stina Mårtensdotter. År 1842 flyttade Tenggren till Stockholm.1856 flyttade han till Linköping och startade en fabrik på Djurgårdsgatan 1 i staden.